# Denis-Auguste Affre
Denis-Auguste Affre (Saint-Rome-de-Tarn, 27 settembre 1793 – Parigi, 27 giugno 1848) è stato un arcivescovo cattolico francese. È in corso la sua causa di beatificazione e pertanto ha il titolo di Servo di Dio.

## Biografia
Monsignor Denis-Auguste Affre nacquea a Saint-Rome-de-Tarn, nel dipartimento dell'Aveyron, il 27 settembre 1793.

### Formazione e ministero sacerdotale
All'età di 14 anni, iniziò gli studi per il sacerdozio nel seminario "San Sulpizio" di Parigi, allora retto da suo zio, padre Denis Boyer. Fu uno studente eccellente e, mentre era ancora seminarista, divenne presto docente di teologia dogmatica al seminario di Nantes.
Il 16 maggio 1818 fu ordinato presbitero. Dal 1823 al 1833 fu vicario generale, prima della diocesi di Luçon e poi di quella di Amiens.

### Ministero episcopale
L'11 dicembre 1839 fu selezionato come vescovo coadiutore di Strasburgo. Il 27 aprile dell'anno successivo papa Gregorio XVI confermò l'elezione e lo nominò vescovo titolare di Pompeopoli di Cilicia.
Tuttavia, non ricoprì mai quest'ultimo incarico, in quanto fu nominato vicario capitolare di Parigi, insieme con Foret e Morille, alla morte dell'arcivescovo Hyacinthe-Louis de Quélen. Il 4 giugno 1840 fu selezionato come arcivescovo metropolita di Parigi. Il 13 luglio il papa confermò l'elezione. Ricevette l'ordinazione episcopale il 6 agosto successivo nella cattedrale di Notre-Dame a Parigi dal cardinale Hugues-Robert-Jean-Charles de La Tour d'Auvergne-Lauraquais, vescovo di Arras, coconsacranti il vescovo di Versailles Louis-Marie-Edmont Blanquart de Bailleul e quello di Meaux Auguste Allou (Alloux).
Era contrario al governo del re Luigi Filippo e nel 1848 accettò completamente l'istituzione della Seconda Repubblica francese; tuttavia non prese parte alla politica ma si dedicò alla cura pastorale della sua diocesi. Fondò numerose parrocchie operaie, come quelle di Ménilmontant, Plaisance, Petit-Montrouge, Maison-Blanche, Petit-Gentilly, Notre-Dame de la Gare, Billancourt, Gros-Caillou o ancora Sainte-Clotilde.
Durante il suo episcopato si distinse per un'attenzione appassionata per il miglioramento degli studi ecclesiastici e per la libertà d'insegnamento. A lui si deve la creazione dell'école des Carmes e della scuola di teologia della Sorbona (chiusa per ordine di Jules Ferry nel 1885). Affre era appassionato nella sua determinazione a migliorare lo studio della teologia al fine di formare un clero che sapesse cogliere le sfide che la Chiesa cattolica doveva affrontare in quel momento. Insisteva anche sull'educazione come diritto umano.
L'episcopato di Affre, tuttavia, è principalmente ricordato a causa della sua tragica chiusura durante l'insurrezione del giugno 1848. Il 23 giugno 1848, di fronte alla fame dovuta ai piani del governo francese di chiudere i seminari nazionali che aveva recentemente creato per fornire lavoro ai poveri, un ampio segmento della cittadinanza iniziò a ribellarsi, allestendo barricate per le strade di Parigi. La crisi spinse il governo a consegnare i poteri dittatoriali sulla nazione al generale Louis Eugène Cavaignac, che era determinato a usare tutta la forza necessaria per reprimere la ribellione e incaricò di questo le truppe della Guardia nazionale di stanza a Parigi. Vedendo la carneficina causata dalla popolazione civile da questa campagna Federico Ozanam, il fondatore della Società di San Vincenzo de' Paoli, pregò Affre di intervenire per fermare lo spargimento di sangue. L'arcivescovo fu indotto a credere che con il suo coinvolgimento personale potesse riportare la pace tra i militari e gli insorti.
Ne mise al corrente il generale Louis Eugène Cavaignac, che lo mise in guardia contro i pericoli che avrebbe corso. «Ma via - gli rispose - io rischierei volentieri.» Il 25 giugno, gli scontri cessarono su sua richiesta e apparve sulla barricata all'ingresso di Faubourg Saint-Antoine, accompagnato da M. Albert, della Guardia nazionale, vestito da operaio, con pantaloni verdi in segno di pace, e da Pierre Sellier, un domestico che gli era devoto (altre fonti riferiscono la presenza dei suoi due vicari generali). Fu accolto con stupore e aveva appena pronunciato qualche parola quando un colpo d'arma da fuoco partito (per incidente?) dalle linee della Guardia nazionale riaccese le ostilità. L'arcivescovo fu colpito da una pallottola vagante. Fu portato alla canonica di Saint-Antoine. Il giorno dopo fu trasferito al palazzo episcopale dove morì il 27 giugno verso le 4 e mezzo del mattino.
Il giorno successivo, l'Assemblea nazionale di Francia votò quest'omaggio:
«L'Assemblea nazionale considera un dovere proclamare la sua religiosa riconoscenza e il suo profondo dolore per la devozione e la morte santamente eroica di Monsignore l'arcivescovo di Parigi.»
Le esequie si tennero il 7 luglio e fu uno degli spettacoli pubblici più commoventi del periodo. Alcune biografie riferiscono di 200 000 persone che seguivano il corteo. Affre fu sepolto nella cappella di Saint-Denis nella cattedrale di Notre-Dame a Parigi. Il cuore dell'arcivescovo fu posto in un'urna per essere conservato nella cappella del seminario carmelitano che aveva fondato. La croce pettorale che indossava quando fu assassinato - che si vede nel suo ritratto - è conservata dall'arcidiocesi di Parigi come una reliquia.
Gli è intitolata una strada nel XVIII arrondissement di Parigi.

## Opere
Denis Affre scrisse, oltre alle sue istruzioni pastorali e a diversi articoli su La France Chrétienne, un Trattato sull'amministrazione temporale delle parrocchie (Traité de l'administration temporelle des paroisses) (Parigi, 1827), un Trattato delle proprietà dei beni ecclesiastici (Traité de la propriété des biens ecclésiastiques) (Parigi, 1837), un'Introduzione filosofica allo studio del Cristianesimo (Introduction philosophique à l'étude du Christianisme) (Parigi, V edizione 1846).

## Genealogia episcopale e successione apostolica
La genealogia episcopale è:
- Cardinale Guillaume d'Estouteville, O.S.B.Clun.
- Papa Sisto IV
- Papa Giulio II
- Cardinale Raffaele Sansone Riario
- Papa Leone X
- Papa Paolo III
- Cardinale Francesco Pisani
- Cardinale Alfonso Gesualdo di Conza
- Papa Clemente VIII
- Cardinale Pietro Aldobrandini
- Cardinale Laudivio Zacchia
- Cardinale Antonio Barberini, O.F.M.Cap.
- Cardinale Nicolò Guidi di Bagno
- Arcivescovo François de Harlay de Champvallon
- Cardinale Louis-Antoine de Noailles
- Vescovo Jean-François Salgues de Valderies de Lescure
- Arcivescovo Louis-Jacques Chapt de Rastignac
- Arcivescovo Christophe de Beaumont du Repaire
- Arcivescovo Jean-Armand de Bessuéjouls Roquelaure
- Cardinale Hugues-Robert-Jean-Charles de La Tour d'Auvergne-Lauraquais
- Arcivescovo Denis-Auguste Affre

La successione apostolica è:
- Vescovo Jean-Marie Graveran (1840)
- Vescovo Nicolas-Théodore Olivier (1841)
- Cardinale René-François Régnier (1842)
- Vescovo Jean-Jacques Fayet (1843)
- Vescovo Jean-Nicaise Gros (1843)
- Vescovo Charles-Frédéric Rousselet (1844)
- Arcivescovo Jean-Marie-Mathias Debelay (1844)
- Vescovo Daniel-Victor Manglard (1844)
- Vescovo Bertrand-Sévère Mascarou-Laurence (1845)